# Bolborhynchoides exiguus
Bolborhynchoides exiguus is een soort haakworm uit het geslacht Bolborhynchoides. De worm behoort tot de familie Arhythmacanthidae. Bolborhynchoides exiguus werd in 1941 beschreven door Achmerow & Dombrowskaja-Achmerova.